# NGC 1054
NGC 1054 је спирална галаксија у сазвежђу Ован која се налази на NGC листи објеката дубоког неба.
Деклинација објекта је + 18° 13' 3" а ректасцензија 2h 42m 15,8s. Привидна величина (магнитуда) објекта NGC 1054 износи 13,9 а фотографска магнитуда 14,7. NGC 1054 је још познат и под ознакама MCG 3-7-46, CGCG 462-45, IRAS 02394+1800, PGC 10242.